# Juan Antonio Muñoz

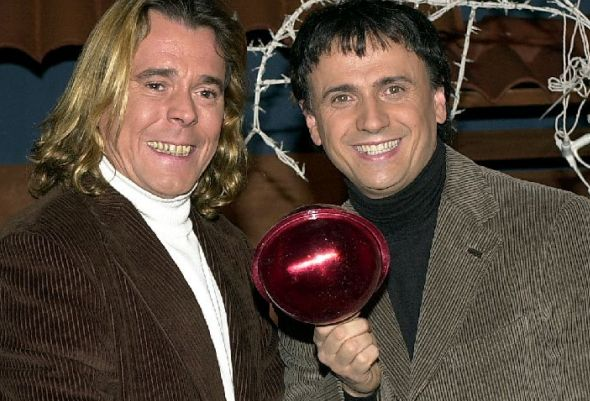
Juan Muñoz i José Mota

Juan Antonio Muñoz (Barcelona, 11 de novembre de 1965), més conegut com a Juan Muñoz, és un actor i còmic català que va formar part del duo humorístic Cruz y Raya, juntament amb el seu company José Mota.

## Biografia
Va conèixer José Mota fent el servei militar. Es van fer populars a les sales de festes madrilenyes amb el xou Cien personajes en busca de humor. Després de participar en diversos programes radiofònics, com La bisagra de Xavier Sardà, van donar el salt a la televisió en 1989 dins del programa Pero ¿esto qué es?, un espai de varietats que s'emetia en La Primera els divendres a la nit, on parodiaven la dinàmica d'una emissora de ràdio que combinava actualitat o radiofórmula, sota el lema "Cruz y Raya, l'emissora que encara que ha de, mai calla. D'allí saltarien a la naixent Telecinco al programa Tutti Frutti. Posteriorment, substituirien a Martes y Trece en l'especial de finalització d'any de TVE. Des de llavors han protagonitzat els seus propis programes humorístics en la televisió pública.
Fora del seu treball en Cruz y Raya, Juan també ha desenvolupat una carrera en el cinema. Com a actor ha participat en les pel·lícules Ni se te ocurra... dejar de verla el 1990, Son de mar el 2001 i Desde que amanece apetece el 2005. També ha prestat la seva veu en la versió en castellà de la pel·lícula d'animació Goomer i com a principal protagonista en les pel·lícules animades de Shrek, la veu original de les quals pertany a l'actor Mike Myers. Però els seus treballs més importants han estat com a director i actor dels films Ja me maaten...! el 2000 i Ekipo Ja el 2007, en les quals desenvolupa el paper de Juan de Dios, el gitano que interpreta també en els sketches televisius de Cruz y Raya.
El novembre de 2007 es va anunciar oficialment la separació del conegut duo còmic.